# سونامی

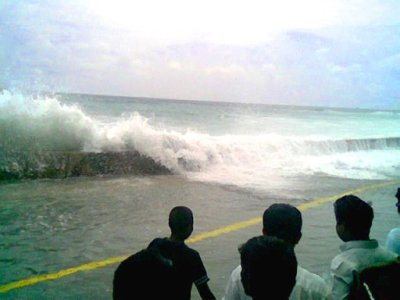
امواج آبلرزه‌ای که در ۲۴ دسامبر ۲۰۰۴ به کرانهٔ ماله در جزایر مالدیو کوبید

آب‌تاز، آبلرزه یا سونامی (به انگلیسی: Tsunami) یکی از حوادث طبیعی است. سونامی به لرزش شدید آب دریا گفته می‌شود که در پی زمین‌لرزه‌های زیر دریا پدید می‌آید. آبی که به لرزه درآمده به‌شکل موج‌های عظیم به کرانه‌ها رسیده و ویرانی به بار می‌آورَد. سونامی موقعی شروع می‌شود که حجم عظیمی از آب به‌سرعت مرتفع می‌شود. این حرکتِ سریع می‌تواند در نتیجهٔ یک زلزلهٔ زیرآبی رخ دهد یا بر اثر لغزیدن صخره، یا یک انفجار آتشفشانی یا هر حادثهٔ دیگری که انرژی زیادی دارد ایجاد شود. همچنین برخلاف امواج معمولی، انرژی راننده سونامی نه روی سطح آب بلکه از میان آب حرکت می‌کند. ارتفاع سونامی معمولاً تا هنگامی که به کنار ساحل برسد بیش از یک متر نیست و معمولاً قابل تشخیص نیست. سونامی‌ها اغلب به صورت رشته‌های طغیان‌های قدرتمند و سریع آب و نه به صورت یک موج منفرد غول‌آسا تظاهر می‌کنندکه به خصوص باعث تخریب ساحل می‌شود. پنج تا ۹۰ دقیقه پس از ضربه اولیه ممکن است امواج دیگری به دنبال آید. قطار موج سونامی، پس از حرکت به صورت رشته‌ای از امواج در فواصلی طولانی، خود را به ساحل می‌کوبد. این کلمه تسونامی نوشته می‌شود ولی سونامی خوانده می‌شود.

## واژه‌شناسی
بسیاری از سونامی‌ها در کرانه‌های ژاپن رخ می‌دهند و از اینرو واژهٔ ژاپنی (به ژاپنی: 津波، Tsunami) مربوط به این پدیده یعنی (سونامی) به زبان انگلیسی و از آن راه به بسیاری زبان‌های دیگر نیز راه یافته است.
غریاله واژهٔ فارسی بومی برای این پدیده در استان بوشهر است و پدیدهٔ غریاله در کرانه‌های شاخاب پارس نیز دارای پیشینه است.

## پدیداری

چگونگی پخش امواج آبلرزه

سونامی‌ها معمولاً پس از یک زمین‌لرزه بزرگ (با حرکت رو به بالا)، فعالیت آتشفشانی زمین‌لغزش یا برخورد شهاب‌سنگ‌ها پدید می‌آیند.
پس از سونامی‌ها معمولاً گسل‌های بزرگی در بستر دریاها پدید می‌آیند. سرعت موج‌های آبلرزه‌ای گاه به بیش از ۸۰۰ کیلومتر در ساعت می‌رسد. سونامی سال ۱۷۸۸ لیسبون (پرتغال) با موج‌هایی به بلندی حدود ۱۸ متر به شهر هجوم برد و ساکنان آن شهر را در کام خود فروبرد. یکی از بزرگ‌ترین سونامی‌ها که در دسامبر سال ۲۰۰۴ میلادی در نزدیکی سوماترای اندونزی روی داد باعث ویرانی عظیم و کشته شدن پیرامون ۱۰۰٬۰۰۰ تن در جنوب آسیا شد.
در کتاب‌های تاریخ آمده که بندر بزرگ و پهناور سیراف در جنوب ایران تا سدهٔ چهارم هجری و عصر دیلمیان بندری آباد و پررونق بوده و ناگهان بر اثر زمین‌لرزه‌ای، قسمت بزرگی از شهر به زیر آب رفته که آثار آن هنوز هم مورد توجه باستان‌شناسان ایرانی و خارجی است. آیا گسل سیراف را ویران کرد و به زیر آب برد؟ پاسخ این سؤال را باید در پژوهش‌های آینده یافت.
در ۱۷ ژوئن سال ۹۸۷ میلادی (۱ تیر ۳۶۶ خورشیدی) و چهل سال بعد، گزارش‌هایی وجود دارند که امکان دارد مربوط به وقوع این پدیده در شهر سیراف باشند.

## نگارخانه
